# No matarás
No matarás is een Spaanse film uit 2020, geregisseerd door David Victori.

## Verhaal
Dani heeft de afgelopen jaren gezorgd voor zijn zieke vader. Na zijn dood besloot hij zijn leven weer op te pakken. Net als hij heeft besloten een lange reis te maken, ontmoet hij Mila. De gevolgen van deze ontmoeting zullen Dani zo ver voeren dat hij voor keuzes komt te staan die hij zich nooit had kunnen voorstellen.

## Rolverdeling
| Acteur               | Personage |
| -------------------- | --------- |
| Mario Casas          | Dani      |
| Milena Smit          | Mila      |
| Elisabeth Larena     | Laura     |
| Fernando Valdivielso | Ray       |
| Javier Mula          | Berni     |

## Ontvangst

### Prijzen en nominaties
De film won 5 prijzen en werd voor 14 andere genomineerd. Een selectie:
| Jaar | Evenement                   | Categorie                | Genomineerde        | Resultaat   |
| ---- | --------------------------- | ------------------------ | ------------------- | ----------- |
| 2021 | Premios Goya (35ste editie) | Beste acteur             | Mario Casas         | Gewonnen    |
| 2021 | Premios Goya (35ste editie) | Beste debuterend acteur  | Fernando Valdivieso | Genomineerd |
| 2021 | Premios Goya (35ste editie) | Beste debuterend actrice | Milena Smit         | Genomineerd |